# Christiana vescoana
Christiana vescoana là một loài thực vật có hoa trong họ Cẩm quỳ. Loài này được (Baill.) Kubitzki mô tả khoa học đầu tiên năm 1995.